# Cao Xian
Pour les articles homonymes, voir Cao.
Dans ce nom, le nom de famille, Cao, précède le nom personnel Xian.
Cao Xian (chinois : 曹憲 ; pinyin : Cáo Xiàn ; Wade : Ts'ao Hsien) né en 541 et mort en 645, est un éminent érudit littéraire, un des plus instruits glossographes et un philologue chinois. Il a vécu sous les dynasties Liang, Chen, Sui et Tang. C’est un lettré expert dans l’étude des caractères chinois anciens et il maîtrise les ouvrages anciens sur les écritures chinoises. Cao Xian réussit à raviver l’étude des textes anciens à son époque et il est considéré comme le fondateur de l'école du Wenxuan (文選) sous les dynasties Sui et Tang.

## Biographie
Cao Xian naît en 541 à Yangzhou dans le district de Jiangdu, sous le règne de l’empereur Wudi fondateur de la dynastie Liang (502-557).
Vers l’âge de quarante ans, pendant la dynastie Sui (581-618), il est un réputé lettré occupant un poste de secrétaire académicien dans l’administration impériale. Il devient spécialiste dans l'étude des caractères chinois et de leur étymologies, expert en philologie et exégèse des caractères chinois,.
Durant l’ère Daye (605-618), Cao Xian reçoit ordre de l’empereur Sui Yangdi de diriger et compiler l’édition des cent volumes du Guiyuan Zhucong, un dictionnaire sur la prononciation, les termes chinois, ce qu’il fait. Cao Xian écrit aussi plusieurs ouvrages dont le Gujin Zitu Zaitu qui est une étude de l’origine des caractères chinois et de leur évolution à travers l’histoire. Il annote aussi le dictionnaire Guangya qui « incluait plusieurs sources venant de l’époque des Han (-206 à 220) dont les dictionnaires contemporains comme le en :Fangyan (book) (方言) et le Shuowen jiezi (說文解) ». Cao Xian y ajoute des commentaires phonétiques dans certaines parties et il est dit que l’empereur Sui Yangdi faisait garder le Guangya dans un coffre secret. Le nom de ce document fut changé temporairement en Bo ya sous les Sui, puis il reprit son nom d’origine,.
Cao Xian est considéré comme le fondateur de l’école de l’anthologie littéraire du  Wenxuan dans la région de Jianghuai. Il se consacre à l’étude du cet ouvrage dont il devient un expert. Avec son disciple Li Shan (李善, d. 689) et quelques autres, Cao Xian amène l’étude du Wenxuan à son sommet.
Pendant la dynastie Tang, sous les recommandations du gouverneur de Yangzhou, Li Xiyu, l’empereur Taizong convoque Cao Xian à la cour pour le nommer au poste de grand érudit à l’Académie Hongwen. Mais, à cause de son âge très avancé, Cao Xian ne se rend pas dans la capitale. L’empereur envoie alors un messager chez Cao Xian pour lui transmettre l’honneur du titre de grand fonctionnaire de la cour (Zhāo Sàn Dàfū", 朝散大夫) et pour lui remettre trois cents rouleaux de soie en cadeau. Cao Xian a une si grande renommée que lorsque l’empereur Taizong rencontre des passages particulièrement difficiles à comprendre dans ses lectures, il dépêche des messagers auprès de lui pour lui demander son avis. Ce dernier, grâce à son expertise, peut annoter ces textes et lui donner des explications détaillées et claires, p. 191.
Après avoir cessé de travailler pour le gouvernement, Cao Xian se consacre à l’enseignement dédié aux études classiques dans sa ville natale, Yangzhou. Il y forme des centaines d’élèves et de disciples, comptant parmi eux des fonctionnaires et des nobles.
Cao Xian meurt en 645. Bien que dans plusieurs sources incluant le The Ben Cao Gang Mu Dictionary il est écrit que Cao Xian meurt à l'âge de 105 ans, il serait plutôt mort à 104 ans.

## Travail
Après la dynastie Han (-206 à 220), l’étude des écrits anciens avait périclité. Cao Xian contribue grandement à revitaliser cette tradition à son époque. Comme fondateur de l’étude du Wenxuan (文选) sous les dynasties Sui et Tang, il ouvre de nouvelles voies dans cette étude, cela « ayant un impact considérable tant à son époque que dans les générations suivantes. »,. Les études de Cao Xian sur le Wenxuan n’ont pas survécu. Par contre, plusieurs érudits ayant étudié sous sa direction, dont Xu Yan (許淹), Li Shan (李善), ont publié des travaux qui sont connus et qui ont contribué à l’essor de l’école du Wenxuan.
Dans son travail, Cao Xian se spécialise aussi dans un genre de commentaire connu sous le nom de yin yi (音義) « qui consistait à expliquer la signification et la prononciation des caractères isolés dans un texte ».

## Œuvres
Les titres des oeuvres citées ci-dessous sont principalement tirés de The Ben Cao Gang Mu Dictionary de Jinsheng Zheng, Nalini Kirk, Paul D. Buell et Paul G. Unschuld et du site Cao Xian de Baike.baidu.
- Bo Ya (博雅). Cao Xian annote ce glossaire compilé sous les Han, ouvrage plus connu sous le nom de Guangya (广雅).

- Gui yuan zhu cong (桂苑珠丛). Cao Xian dirige et compile ce dictionnaire sous les Sui et les Tang. Il était destiné à réglementer l’écriture. En 100 volumes.

- Gujin Zitu Zalu (古今字圖雜錄). Recueil des graphies anciennes et modernes des caractères chinois.

- Wenxuan yin yi (文选音义). Ouvrage qui fournit des explications phonétiques et sémantiques des textes du Wenxuan[2]. Ce document très apprécié à son époque est aujourd’hui disparu[4].

- Wenzi Zhi Gui (文字指归). Guide sur l'origine, la signification et l'évolution des caractères[2].

- Xiao Zonglu (小學總錄). Recueil complet des enseignements de l'éducation élémentaire.

- Yangzhou Ji (揚州記 ), chroniques ou les mémoires de Yangzhou.